# Arroio do Só
Arroio do Só est un quartier de la ville brésilienne de Santa Maria, Rio Grande do Sul. Le quartier est situé dans district de Arroio do Só.

## Villas
Le quartier possède les villas suivantes : Água Boa, Alto dos Mários, Arroio do Só, Coitado, Parada João Alberti, Picada do Arenal, Rincão dos Becos, Rincão dos Pires, Rincão Nossa Senhora Aparecida, São Geraldo, Tronqueiras, Vila Arroio do Só and Vila Silva.